# Dominique Stalder
Dominique Stalder (* 8. Dezember 1978 in El Paso/Texas) ist ein deutscher Schriftsteller. Seine Werke lassen sich grob der Fantasy zuschreiben, bestehen aber aus Dark-Fantasy, High Fantasy, Science-Fiction und Dystopie.

## Leben und Wirken
Die Familie von Dominique Stalder zog häufig um. So wohnte er nach El Paso in Delmenhorst, Nürnberg und schließlich in Paderborn, wo er auch sein Abitur machte. Danach begann er ein Studium der Technomathematik und zog nach Chemnitz. Über die Station Augsburg kam er nach Schwabach, in der Nähe von Nürnberg, wo er noch heute lebt. Beruflich arbeitet er in der IT als Systemprogrammierer im Mainframe-Umfeld. Über seine Familie schweigt der Autor und hält sie aus den sozialen Medien fern.
2018 hat Dominique Stalder das erste Fantasy-Festival Schwabach angeregt und gemeinsam mit der Leiterin der Stadtbibliothek Annette Edler organisiert. An zwei aufeinanderfolgenden Abenden lasen verschiedene Autoren aus ihren Werken vor.

## Werke

### Wanderer-Zyklus
- 2016 – Haric – Prologband der Wanderer-Reihe – ISBN 978-3-946446-08-8 (erschienen im SadWolf Verlag)
- 2016 – Tulan – Band 1 der Wanderer-Reihe – ISBN 978-3-946446-17-0 (erschienen im SadWolf Verlag)
- 2018 – Madrak – Band 2 der Wanderer-Reihe – ISBN 978-3-946446-59-0 (erschienen im SadWolf Verlag)

### Seelenkriege Trilogie
- 2019 – Kaiser & Drache – Band 1 der Seelenkriege – ISBN 978-3-947288-76-2 (erschienen bei Hawkify Books)

### Station 8
- 2018 – Episode 1 – ISBN 978-1-790635-41-2
- 2019 – Episode 2 – ISBN 978-1-797575-74-2
- 2019 – Episode 3 – ISBN 978-1-095756-16-4
- 2019 – Episode 4 – ISBN 978-1-087070-52-0

### Alastor
- 2020 – dystopische Science-Fiction – ISBN 978-3-752991-56-7